# スカーレットGN
スカーレットGN(Scarlet GN)またはポンソーSX(Ponceau SX)は、かつて着色料として使われていたアゾ染料である。食品添加物として、E番号125を持つ。通常、二ナトリウム塩の形で使われた。
アメリカ合衆国では、食品添加物としては承認されておらず、外用の薬剤や化粧品にのみ使われている。例外は、食品ではなく主に飾りと見なされているマラスキーノ・チェリーの着色への利用である。EUでも食品添加物としては承認されていない。